# Henriette Lucy Dillon
Pour les articles homonymes, voir Dillon.
Henriette Lucy Dillon, marquise de La Tour du Pin et comtesse de Gouvernet, née le 25 février 1770 à Paris et morte le 2 avril 1853 à Pise, est une noble française connue pour la publication posthume de ses mémoires Journal d'une femme de 50 ans. Ils décrivent sa vie pendant l'Ancien Régime, la Révolution française et le Premier Empire jusqu'à l'exil de Napoléon Ier à l'île d'Elbe.

## Biographie

### Jeunesse
Henriette Lucy Dillon est née le 2 avril 1770 dans une famille irlandaise influente, appartenant aux militaires Wild Geese et au courant Jacobite, au 92, rue du Bac. Son père Arthur Dillon est colonel du Régiment Dillon et sa mère la comtesse Thérèse Lucy de Rothe, une dame de Palais de Marie-Antoinette d'Autriche. Son père étant anglais, elle est souvent perçue ainsi en France bien que sa famille descende de la lignée des Dillon de Costello-Gallen du Duché de Normandie et des ducs de Drumraney d'Irlande qui avaient été anoblie en recevant le Comté de Westmeath au XIIIe siècle.
Après le décès de sa mère et la nouvelle affectation de son père qui se remarie et sera le père de Fanny Dillon, Lucy Dillon vit chez sa grand-mère Madame de Rothe et chez Arthur Richard Dillon, archevêque de Narbonne jusqu'à se marier et rejoindre la Cour de France sous le règne du roi Louis XVI. Elle épouse en 1787 Frédéric-Séraphin de la Tour du Pin, comte de Gouvernet, un officier et diplomate devenu marquis de La Tour du Pin en 1825. Il est le fils du ministre de la Guerre Jean-Frédéric de la Tour du Pin.
Son mariage lui permet de placer sa mère comme dame de palais surnuméraire de la reine Marie Antoinette tous les dimanches de 1787 à la Révolution de 1789.

### La Révolution
Lucy de la Tour du Pin est présente à Versailles lors de l'assemblée des États généraux de 1789. Elle est également témoin de la marche des femmes sur Versailles et du soulèvement paysan dans les campagnes appelés la Grande Peur.
D'octobre 1791 à décembre 1792, elle est à La Haye où son mari est ambassadeur auprès de la République néerlandaise jusqu'en mars 1792.
Sous le règne de la Terreur de Robespierre à partir de 1793, elle perd de la famille et des amis exécutés. Son père est notamment accusé d'avoir fomenté un complot en prison avec Lucile Desmoulins et est exécuté le 13 avril 1794. Henriette Dillon fuit Paris pour se réfugier dans la propriété familiale du Bouilh en Gironde. Pendant l'été, le domaine est saisi par le gouvernement, elle est séparée de son mari qui se cache et son beau-père est emprisonné. Elle parvient à échapper au régime pour l'Amérique avec l'aide de Thérésa Tallien qui lui obtient un passeport pour elle et son mari auprès de son conjoint Jean-Lambert Tallien, membre éminent de la Convention nationale française révolutionnaire, en 1794.
Elle débute une nouvelle vie dans une ferme laitière près d'Albany, dans le nord de l’État de New-York. Ils ne sont jamais officiellement répertoriés comme émigrés. Elle décrit cette période comme la plus heureuse de sa vie et détaille dans ses mémoires la réalité de l'esclavage, les interactions avec les familles hollandaises locales et quelques Amérindiens. Elle est proche de Talleyrand pendant son exil.

### Le Premier Empire
En 1796, son mari souhaite retourner en France pour reprendre sa carrière politique et consolider sa fortune familial. Elle libère donc d'abord ses quatre esclaves après la création du Directoire et suit son mari.
Son mari parvient à reprendre sa carrière diplomatique après le coup d’État de 1799 qui porte Napoléon Bonaparte au pouvoir. Elle l'aide dans ses démarches car Napoléon cherche des aristocrates tout d'abord pour légitimer son pouvoir, puis à partir de 1804 pour compléter sa cour. Elle décrit de nombreux événement de la cour impériale dans ses mémoires.

### La Restauration
Après la Restauration des Bourbon, elle continue à suivre son mari dans ses différentes fonctions diplomatiques. Ils s'exilent car leur fils Aymar est impliqué dans le complot anti-orléaniste de Caroline Ferdinande Louise, duchesse de Berry, en 1831 en Vendée. Aymar est condamné à mort et la famille vend ses biens en France.
Son mari meurt à Lausanne en 1837 et elle s'installe en Italie. Elle meurt à Pise le 2 avril 1853.

## Postérité
Ses mémoires sont écrits comme une lettre destinée à son seul enfant survivant après ses cinquante ans. Le livre reste dans la famille et n'est publié qu'en 1906 pour la première fois.
Lucy de la Tour du Pin fait l'objet d'une biographie d'Alix de Rohant Chabot en 1997, de Caroline Moorehead publiée en 2009 et de Madeleine Lassère en 2014.